# الفارق
الفارق نام دانشنامه‌ای حقوقی است که توسط محمدجعفر جعفری لنگرودی حقوق‌دان و نویسنده ایرانی گرداوری و نوشته شده‌است. این کتاب در بیست و ششمین دوره جایزه کتاب سال جمهوری اسلامی ایران، عنوان برترین کتاب سال در رشته حقوق را از آن خود کرد..نویسنده کتاب،محمدجعفر جعفری لنگرودی در اثر دیگر خود ،یعنی کتاب ((علم حقوق در گذر تاریخ)) در خصوص الفارق چنین می‌نویسد:بدون تردید با ارائه دو کتاب دوره ای عظیم ((مفتاح الکرامه فی شرح قواعد العلامه))و جواهرالکلام فی شرح شرایع الاسلام ؛فقه شیعه در میان مذاهب خمسه اسلامی در مقام نخست قرار گرفته است، لکن اشکالات دو اثر مذکور در کتاب  الفارق  رفع گشت و سهل الوصول تر از دو کتاب مذکور نوشته شده.از جمله امتیازات الفارق بر مفتاح الکرامه و جواهر الکلام ؛ تدوین ما لم یدوّن است که اهمّ آن امتیازات محسوب می‌گردد.مرور بر مذاهب خمسه امتیاز دیگر است.وانگهی مقایسه با حقوق و فقه رم در الفارق صورت گرفته که جواهر و مفتاح خالی از آن است.فاصله گرفتن از ضعف تمثیل و اطناب مملّ و ایجاز مخلّ از دیگر نقاط قوت الفارق است...فلذا سومین هرم علم(الفارق)،بسی رفیع تر و استوار تر در کنار دو هرم مذکور(جواهرالکلام و مفتاح الکرامه) بر جای خود قرار گرفته است.